# Giuseppe Venturelli
Giuseppe Venturelli (Rubiera, província de Reggio de l'Emília, 1711 - Mòdena, 31 de maig de 1775) fou un compositor deixeble de Riccardo Broschi. Es donà a conèixer per una missa a quatre veus, que va compondre als vint anys. Entre les seves altres composicions religioses hi ha salms, himnes, misses, cantates, un Tantum ergo i un Stabat Mater, devent-se'l i, a més, melodies vocals, simfonies i concerts per a diversos instruments, així com les òperes, Il matrimonio disgraziato (Modena, 1741), La moglie alla moda (Mòdena, 1755).